# Марция (любовница Коммода)
Марция Аврелия Цейония Деметрия (лат. Marcia Aurelia Ceionia Demetrias; II век, Ананьи, Италия, Римская империя — 193, Рим) — наложница римского императора Коммода, одна из организаторов его убийства.

## Жизнеописание
Марция — дочь Марка Аврелия Сабиниана, который был вольноотпущенником императора Луция Вера. Её воспитателем был евнух Гиацинт, который исповедовал христианство. Поэтому считается, что Марция также являлась приверженкой этой веры, косвенно на это указывает тот факт, что во время нахождения её при императоре Коммоде гонений на христиан практически не было. Впоследствии стала любовницей влиятельного сенатора Марка Уммидия Квадрата Анниана, племянника императора Марка Аврелия.
В 182 году, после казни Уммидия Квадрата за неудачное покушение на императора, стала наложницей императора Коммода. Марция стала фактически женой последнего, законная жена Коммода Бруттия Криспина была сослана на остров Капри и позже казнена. Марция никогда официально не была императрицей, да и не могла быть, так как она была вольноотпущенницей, то есть отец её когда-то был рабом. Она оказывала огромное влияние на императора. Благодаря этому смогла помочь папе Виктору I, епископу Рима, в освобождении христиан из рудников Сардинии.
За свой счёт Марция восстановила городские бани в Анагнии (современный город Ананьи, Италия). Также платила магистратам по 5 денариев, служащим — по 2, жителям — по 1.
В конце 192 года Коммод решил отметить новый год 1 января в полном вооружении в казарме гладиаторов. Марция пыталась уговорить его этого не делать, дабы не оскорблять гордости римлян в этот священный день, в конце концов у них произошла размолвка. Вскоре после этого Марция узнала, что Коммод казнит её и нескольких слуг, в частности префекта претория Квинта Эмилия Лета. Тогда она организовала заговор против Коммода. Сначала Марция пыталась отравить императора, однако эта затея не удалась. Тогда заговорщики пригласили атлета Нарцисса, который задушил Коммода. Это произошло 31 декабря 192 года.
После убийства Коммода заговорщики во главе с Марцией и управляющим двором Эклектом добились восхождения на трон императора Пертинакса. После этого Марция вышла замуж за Эклекта. Впрочем, после трёх месяцев нахождения у власти Пертинакс был убит.
Новый император Дидий Юлиан сначала приказал казнить Эклекта, а затем и Марцию.